# Vermifrux
Vermifrux é um género botânico pertencente à família Fabaceae.